# 雅-赫氏反應
雅-赫氏反應（英語：Jarisch–Herxheimer reaction，英語 /ˌjɑːrɪʃ ˈhɛərkshaɪmər/），又称赫氏反應、贾立士和赫塞麦反应、雅力士和赫塞麦反应，现简称为吉海反应、J-H反应，是有效的抗生素治疗后，体内有害微生物细胞壁穿孔与细胞膜溶解，在血液中释放出大量的脂多糖引发的的一类炎症反应。这种反应通常不致命。
雅-赫氏反应大多在患有早期梅毒的病人中发生。可以使用解热剂，但没有证明能够避免这种反应。吉海反应还可能导致孕妇早产或者胎儿窘迫。但这些所有的利害关系应该不能取消或延误治疗。雅-赫氏反应和药物过敏反应易混淆。吉海氏反应是一个自限性过程，应与青霉素过敏反应相区别。为避免吉海反应，可在青霉素注射前一日口服泼尼松。

## 体征和症状
类似于细菌性败血症，发生在使用抗生素初期，如弱蛋白银、青霉素或四环素治疗虱传播的回归热（80–90%发病率）与蜱传播的回归热（30–40%）。通常在第一剂抗生素服用几小时后显现发烧、发冷、寒颤、低血压、头痛、心跳过速、过度换气、血管舒张伴随面红、肌肉痛、急性皮损与焦虑。反应的强度指示炎症的严重性。反应通常发生在给药后两小时内，但通常是自限的。50%的一期梅毒病人与90%的二期梅毒病人可观测到此症。

## 病因
吉海反应传统上是关联于用抗生素治疗梅毒。 该反应在其他由螺旋体引起的疾病中也可见：莱姆病、回归热、钩端螺旋体病。 有报道吉海反应伴随治疗其他感染，如Q热、巴尔通体病、布鲁氏菌病、旋毛虫病、非洲锥虫病。

## 病理
治疗梅毒螺旋体感染时释放的脂蛋白被认为导致吉海反应。 吉海反应指示了 急相期炎性细胞因子的增加，包括肿瘤坏死因子-α、白细胞介素-6与白细胞介素-8。

## 治疗
預防醫學与抗炎性药剂治疗可阻断反应进展。口服阿司匹林或布洛芬每四小时持续一天或60 mg强的松口服或静脉注射用于拮抗治疗。美普他酚作为阿片类止痛剂与激动拮抗剂，服用可降低反应的严重性。Anti TNF-a也有效果。

## 历史
阿道夫·雅力士是奥地利皮肤病学家，卡尔·赫塞麦是德国皮肤病学家。二人先后发现用水银治疗梅毒时，部分病人突发高热和皮疹加重。这种反应在用砷凡纳明治疗梅毒时也有。雅力士认为这种反应是死亡的梅毒螺旋体释放的毒素所致。
随后问世的青霉素治梅毒和回归热也能引起同样反应，人们都沿称为吉海反应。头孢类抗生素（头孢呋辛酯）治疗莱姆病，也可有吉海反应。